# Jeroen Olyslaegers
Jeroen Olyslaegers (5. října 1967, Mortsel, Belgie) je belgický (vlámský) prozaik, dramatik a publicista. Je autorem povídek, románů, článků, autorem a spoluautorem knih o umění, divadelních her, filmových scénářů. Známý je také jako překladatel. Za prózu a sociální angažovanost obdržel cenu Arkprijs van het Vrije Woord, za divadelní tvorbu cenu Edmond Hustinxprijs voor toneelschrijvers.

## Život
Jeroen Olyslaegers studoval v letech 1985-1989 germánskou filologii na Universitaire Faculteiten Sint-Ignatius v Antverpách (UFSIA), poté tři roky pracoval jako výzkumný asistent v dokumentačním centru Louis Paul Boon. Belgický spisovatel a malíř Louis Paul Boon byl jeho velkým vzorem. V letech 1994-1997 byl datovým manažerem Sinebase, filmové databáze Centra pro vizuální kulturu. Svě články uveřejňoval v různých druzích publikací, recenze například v týdeníku Humo, sloupky v deníku De Morgen. Několik let vedl pravidelnou rozhlasovou rubriku v rádiu Klára.
Cenu od Nadace Edmonda Hustinxe získal v roce 2014, stejného roku mu byla udělena cena Arkprijs van het Vrije Woord za společenskou angažovanost. Zájem o klimatické změny ho vedl k pomoci sepsání knihy Wij zijn het klimaat, která vyšla v roce 2019. Autorky knihy jsou Anuna De Wever a Kyra Gantoiskniha, aktivistky z Mortselu a iniciátorky klimatického protestu v Bruselu. V roce 2018 Jeroen Olyslaegers navštívil Prahu.

## Dílo
Svůj první román Navel vydal v roce 1994. V roce 1996 vyšla sbírka povídek Il faut manger. V roce 1999 vydal román Open gelijk een mond. Román Wij vyšel v roce 2009, v roce 2012 následoval Winst, třetí román Will (Vůle) vyšel v roce 2016 a v roce 2020 uzavřel sérii román Wildevrouw. Za knihu Vůle získal cenu za nejlepší literární dílo napsané v nizozemštině za poslední rok Fintro Literatuurprijs (dříve známé jako Gouden Uil). Román vyhrál také Confituur Boekhandelsprijs za nejlepší knihu napsanou v nizozemštině za poslední rok, kterou udělila nezávislá vlámská knihkupectví se svými zákazníky. Kniha byla nominována na cenu Libris Literature 2017. Ve stejném roce obdržel Olyslaegers za tento román F. Bordewijk-prijs za prózu, Tzumprijs za nejkrásnější literární větu roku a Ultima 2016 Letteren. V roce 2020 mu byla udělena Vierjaarlijkse Prijs za prózu Královské akademie nizozemského jazyka a literatury za román Will.
Jeroen Olyslaegers napsal řadu divadelních her. První divadelní text: Een source a well awel/muzak for peacekeepers napsal v roce 1996. V roce 2000 vzniklo drama De Invreter, které bylo inspirované románem francouzského autora Julese Renarda. V roce 2007 vyšla hra Wolfskers, ve stejném roce drama Diep in de aarde, dieper in uw gat Hra Desolate Heights z roku 2009 byla inspirovaná románem Emily Brontëové. Hra byla oceněna Divadelní cenou Prins Bernhard Cultuurfonds a byla vybrána v roce 2010 Nizozemským divadelním festivalem mezi deset nejlepších inscenací sezóny. S Janem Fabrem spolupracoval na projektu z roku 2015 Mount Olympus.